# Laco Novomeský
Ladislav Novomeský, též Laco Novomeský (27. prosince 1904 Budapešť – 4. září 1976 Bratislava), byl slovenský a československý básník, publicista a politik Komunistické strany Slovenska, člen skupiny DAV, pověřenec školství a osvěty, předseda Matice slovenské a Spolku slovenských spisovatelů a poslanec československých zákonodárných sborů, v 50. letech pronásledovaný v rámci čistek v KSČ, v 60. letech rehabilitovaný.

## Biografie

### Mládí, DAV a činnost v odboji

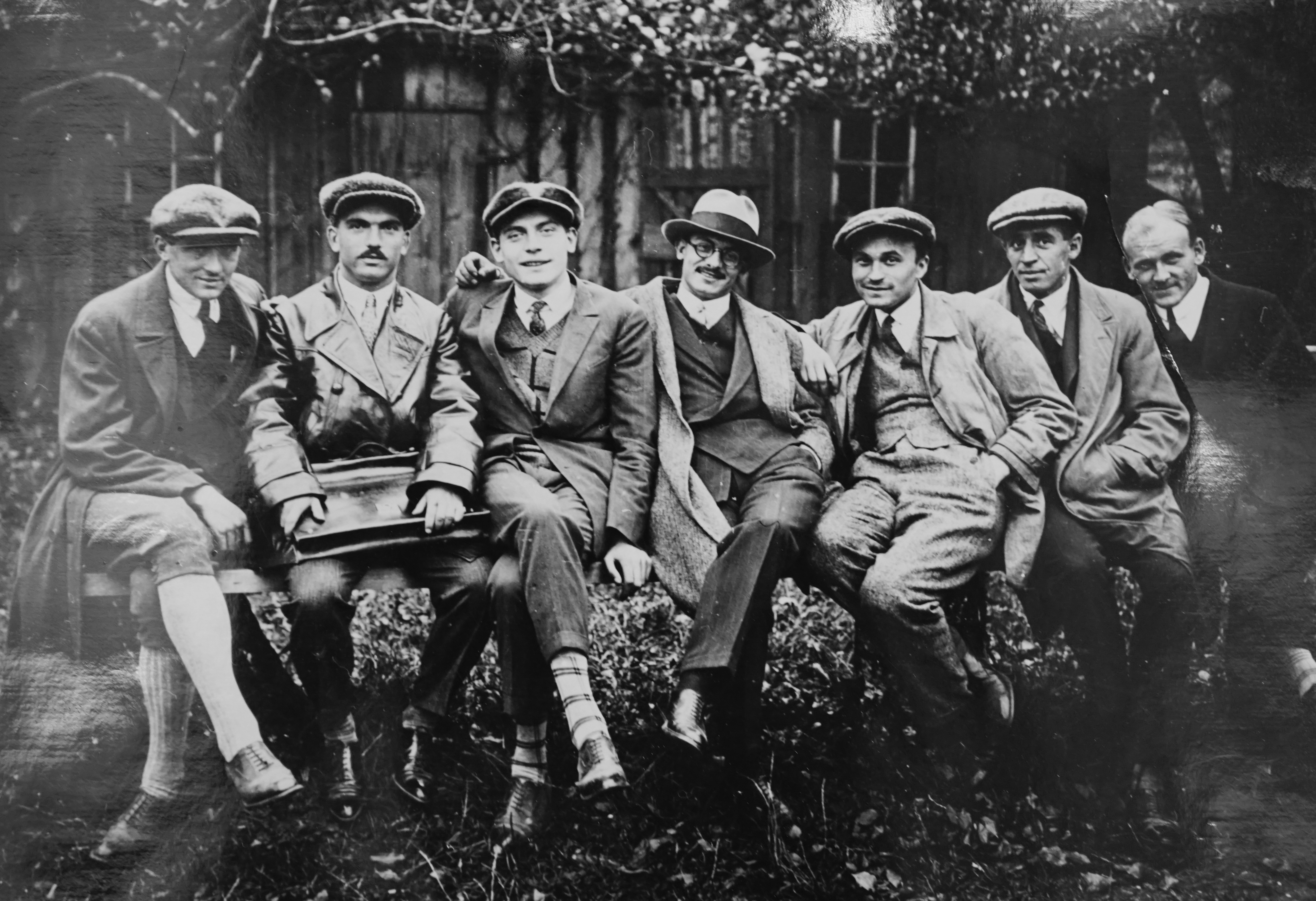
Slovenští spisovatelé (Eduard Urx, Emil Boleslav Lukáč, Ladislav Novomeský, Ivan Horváth, Svetlík, F. Szantó, J. Dvořák)

Pocházel z rodiny krejčího Samuela Novomeského a Irmy roz. Příkopové. Rodiče se přestěhovali ze Senice do Budapešti, kde se narodil a absolvoval obecnou školu a gymnázium (1919).
Po roce 1919 se přestěhovali a ve studiu pokračoval v Senici a na učitelském ústavu v Modre, kde v roce 1923 odmaturoval.
Začal působit jako učitel a zároveň se jako externí posluchač zapsal na Filozofickou fakultu Univerzity Komenského, kde ho zaujala literární a politická činnost.
Začal pracovat jako redaktor časopisu Mladé Slovensko (1924), který převzal po Jánu Poničanovi (vydavatel časopisu byl Svaz slovenského studentstva, později ho zbavil redaktorské funkce) a aktivně působil ve skupině DAV.
Vstoupil do komunistické strany (1925) a pracoval v tiskových orgánech KSČ – jako redaktor, pak odpovědný redaktor Pravdy chudoby, Proletárky a Munkasa v Ostravě, redaktor Rudého večerníčku (od 1929) v Praze.

#### DAV

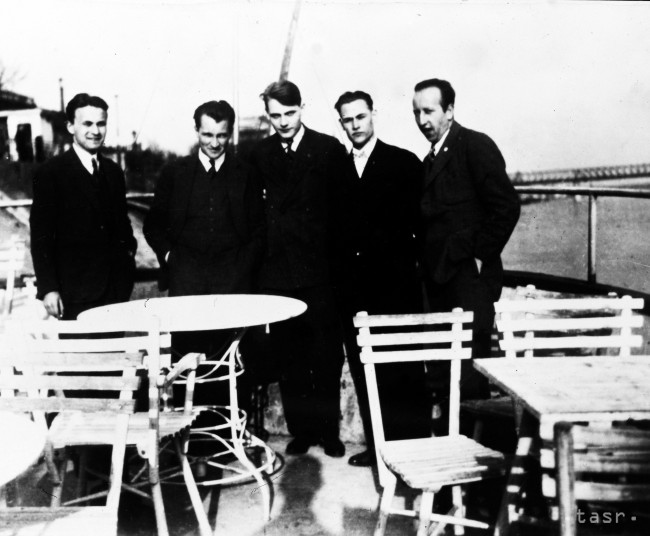
Archivní snímek; davisté. Na snímku Vladimír Clementis, Laco Novomeský, Jozef Rybák, Daniel Okáli, Karel Svetlík ml.

V roce 1922 zveřejnil příští davista Ján Poničan článek Slováci a internacionalismus v témže roce vzniklo Volné sdružení studentů socialistů Slovenska, ve kterém působili kromě Poničana i Okáli, Clementis, Siracký, Tomášik-Dumín – zveřejnili nejdříve v časopise Svojeť, později v revue Mladé Slovensko. Novomeský na DAV navázal kontakt právě přes Volné sdružení studentů socialistů ze Slovenska.

V Praze se pak stal spolu s Urxem, Okálim, Clementisem a Poničanem součástí avantgardní levicové skupiny DAV (revue vycházela v období 1924–1937). O DAVu Novomeský prohlásil:
| „                                                                                      | Už jen název (DAV) byl protestem. Protestem proti omezující povýšenosti inteligence vůbec a slovenské zvlášť proti pohrdavostí jakou přistupoval poválečný inteligent k davu, zástupu, kolektivu, lidu; proti postoji, kterým se inteligent vyvyšoval nad lidovou a dělnickou masu. DAV už svým názvem manifestoval svou příslušnost k ní. Všechny ostatní výklady byly jen náhodné | “ |
| — NOVOMESKÝ, L. Splátka veľkého dlhu. Bratislava: Nadácia V. Clementisa. 1992. S. 308. | |   |

#### Perzekuce
V roce 1927 byl vězněn za tiskové přestupky a musel za to zaplatit pokuty. Jak uvádí Štefan Drug, policejní agenti o Novomeském v hlášeních psali jako o nebezpečném komunistovi již v roce 1925. Státní zástupce po roce 1926, kdy se stal Novomeský po Gottwaldovi šéfredaktorem Pravdy, často konfiskoval (cenzuroval) články. Novomeský chodil na výslechy, nakolik ho žalovali dotčení a uražení, které kritizoval ve svých článcích. Drug uvádí, že mnohé soudní spisy se nedochovaly, avšak operoval se spisy ze Státního archivu v Opavě. Uváděl například odmítnutí zveřejnění dopisu dopisovatele, urážku policejního komisaře Jána Kompiše z Lučence prostřednictvím dopisu od dělnického dopisovatele (Policejní útok na lid v Lučenci), dále články Máme slovenského fakíra, Četnickým bodákem ochráněno fabrikantské bříško, spor s Baťou v článku Takto je a takto bude od dělnického dopisovatele. Pokuty, výslechy, trestní oznámení za dopisovatelů Pravdy, exekuce, výhrůžky, ničení nákladů, cenzura, sledování tajnými službami a v roce 1927 dokonce odsouzení na 5 dní vězení a to hned dvakrát – to byla každodenní realita Novomeského jako odpovědného redaktora. V ostravském vězení podle Druga sepsal básně Neznáma a V obloku věznice publikované ve sbírce Romboid.

#### Nedeľa
V roce 1927 vydal knihu Nedeľa, kterou ilustroval Mikuláš Galanda a která vyšla v rámci knihovny Davu. Ukázka z díla:
| „ | Noc nechce mať z tichosti pobrežia pôžitok, a preto pricvála klusom, šaty z tmy na seba oblečie, rúcho si hviezdami ozdobí a povie: tu som. / Noc taká rozmarná: tu sa chce utopiť v tichu a v pobrežia kráse a v meste nechá sa pohostiť hlučnom a veselom na hodokvase. / Okrem hviezd do noci pri dráhe železné] žiarovka so svetlom zvoní, raz modrá, zelená, červená; farby si premieňa jak mladí chameleóni. / Priateľ si zapáli cigaru a vtipy robí si z noci a šera, ja jeho milenke s pátosom rozpravám preklady z Apollinaira, hoc veľmi dobre viem, že ju verš nijako nezaujíma, ale je noc a my sami sme, potom je psovsky a mizerné zima, a vtedy človeku veselý verša zvuk podivné do ušú zneje. | “ |
| — NOVOMESKÝ, L. Nedeľa. In: https://davdva.sk/laco-novomesky-nedela-1927-debutove-dielo-velkeho-basnika/ | |   |

#### OdmítnutíManifestu sedmi
Novomeský odmítl Manifest sedmi v roce 1929 a podpořil Gottwalda po V. sjezdu strany, kde zvítězila Leninská platforma. Laco Novomeský jako reakci na Manifest sedmi vyzval intelektuální levici o podporu strany a vyslovil se proti vystoupení sedmi levicových intelektuálů ze strany v textu Nad ňou –vnej –či sňou?:
| „                                                                                          | Intelektuální levice nemůže stát nad stranami. Intelektuální levice má svůj program: boj o modernost, boj proti kulturní reakci, a tento proces se odehrává na špinavé zemi, proti třídě, která nemůže potřebovat kulturní modernost, ale ke své existenci potřebuje kulturní reakci. Jaký že boj proti této třídě nad jejími stranami? Proti nim – to ano. | “ |
| — NOVOMESKÝ, L. Nad ňou – v nej –či sňou? In Tvorba. IV-2. č. 21 (3. 12. 1929), s. 321–322 | |   |

V textu zmiňoval i Jacka Londona jako radikálního socialistu, konkrétně jeho vystoupení ze Socialistické strany USA z důvodu její umírněnosti a dělání kompromisů.

#### Novomeský, Davisté a aktivity v 30. letech
Novomeský působil jako redaktor, odpovědný redaktor i vedoucí redaktor ve všech tiskových orgánech komunistické strany (Rudé právo, Rudá záře, Tvorba, Haló noviny, Lidový deník) v Praze a Plzni, redaktor Slovenských zvěstí (1936–1938).
V 30. letech se aktivizoval v okruhu slovenských komunistických intelektuálů (takzvaní Davisté) spolu s Gustávem Husákem, Janem Poničanem, Danielem Okálim, Vladimírem Clementisem a dalšími. Vymezovali se levicově ale i národně, měli větší pochopení pro svébytnost Slováků a byli kritičtí ke koncepci čechoslovakismu. Jejich tvorba byla v tomto období silně ovlivněna symptomy celosvětové hospodářské krize, a hledali alternativu v Sovětském svazu. Novomeský a Davisté aktivně reflektovali tragické události Krompašské vzpoury a násilnosti v Košútech (květen 1931), kde došlo v rámci stávky dělníků ke střelbě a smrti protestujících. DAV věnoval události celé červnové číslo a Manifest slovenských spisovateľov (podepsali ho také E. B. Lukáč, J. G. Tajovský, M. Urban, J. Smrek a G. Vámoš). Clementis psal listy světovým prokomunisticky smýšlejícím osobnostem (Romain Rolland, Maxim Gorký).[3]
V roce 1932, kdy se též oženil, vydal básnickou sbírku Romboid, která je sbírkou sociálních básní vydána i v typicky avantgardně pojatém obalu. Novomeský ji vydal na počest Janka Krále. Eduard Urx sbírku komentoval následovně: „Smutně vyprávěl o radosti, po jejíž lidé touží, a kterou však nikdy nedosáhnou a není možné dosáhnout uprostřed světa chladných věcí a studených zákonů…“ Podle A. Valcerové je v Novomeského tvorbě cítit touhu po exotice, poznání, erotice, která se stává nejosobnějším východiskem, na kterém buduje své texty; město nahrazuje absolutně neutrální prostor, literární jazyk střídá inspirace každodenností v sociálních rozměrech.
Významná byla pro Novomeského návštěva Sovětského svazu v roce 1934 (První sjezd sovětských spisovatelů v Moskvě), které se zúčastnil i Nezval a Jilemnický (Novomeský této události věnoval báseň Moskevský večer). Návštěva Moskvy v Novomeském zanechala až extrémně idealistické stopy – básník si představoval, že v daleké utopické společnosti budou básníci předkládat svou tvorbu lidovým shromážděním a tato shromáždění budou vášnivě očekávat výjimečné chvíle.Novomeský své dojmy popsal následovně:
| „ | „A na tomto stupni, v měřítku nesmírně širokém, rodí se nové lidské touhy. Nový člověk, přesněji řečeno, nové lidstvo, které je podněcované novými zájmy, intelektuálními, citovými a smyslovými – když staré touhy vykořisťované třídy, touha po chlebu, po lidské existenci je již řešena a vyřešena. … komsomolci se shodli, aby se všichni mladí muži holili, čistě oblékali, aby do divadel nechodili v pracovním obleku a bez límce, aby nosili kravaty. Do oken dělnických příbytků se nastěhovali květináče s květinami, veřejné jídelny soutěží o to, která bude mít dříve na stole bílé ubrusy; v sovětské tisku probíhající debata o tom, zda pouliční hodiny mají zvonit o čtvrt nebo ne.“ | “ |
| — NOVOMESKÝ, L. Publicistika zv. III., s. 166–177. Cit. podle ŠMATLÁK, S. Ladislav Novomeský. Praha: Československý spisovatel. 1977. s. 72 | |   |

V roce 1935 vydal sbírku básní Otevřená okna, na kterou pozitivně reaguje literární kritika – Alexander Matuška i Jozef Félix (ten sbírku vnímá jako syntézu proletářskosti a avantgardy) a také Milan Pišút. Tato sbírka autorovi vrátila po období pochybování a frustrace smysl a důvěru pro tvorbu – navrácena dialektická jednota sociální revoluce a poezie. 

#### Trenčansko-teplický kongres
V roce 1936 spolupořádal Trenčansko-teplický kongres. Volal po sjednocení všech pokrokových a kulturotvorných sil východu i západu v boji proti fašismu, nekulturnosti a barbarství, církevně-náboženské či časové nadřazenosti a nelidskosti. Novomeský tuto událost i s odstupem času považoval za klíčovou a připomíná, že se podařilo za jeden stůl posadit jména z různých politických vyznání jako Dilong, Clementis, E. B. Lukáč, Beniak, Poničan, Urban a Jilemnický a dodává, že některá jména už o několik let později získala „výrazně protichůdný zvuk“. Teplická jednota se podle Novomeského stala základem pro národní jednotu v povstání. V roce 1964 o této události napsal:
| „                                                                                            | „Hosté i domácí, pozorovatelé i účastníci debatovali o tom, zda tato jednota je ještě ohlasem téměř patriarchální nerozvinutých společenských vztahů, které narůstající polaritní diferenciace ve světě rozbije, nebo zda je již předzvěstí takových národních jednot, širokých národních front, na jaké začínali myslet komunističtí politici, předvídající neodvratnou srážku s fašismem.“ | “ |
| — NOVOMESKÝ, L. Splátka veľkého dlhu. 1. sv. Bratislava: Nadácia V. Clementisa. 1992. S. 49. | |   |

#### Novomeský a španělská občanská válka
V roce 1936 vypukla španělská občanská válka, do které Novomeský zapojil i Československo organizováním internacionálních brigád (založil také Klub přátel Španělska). O rok později se účastnil kongresu v Paříži a stal se přímým účastníkem bojů (dostal se přímo k československým bojovým jednotkám bojujícím proti fašistům) a kongresu Mezinárodní asociace spisovatelů na obranu kultury ve Valencii, Barceloně a Madridu – výsledkem byly reportáže otištěné ve Slovenských zvěstech a Slovenských pohledech.

#### Od Mnichova po Slovenské národní povstání
Situace se radikalizovala po roce 1938. Novomeský žil v tomto období v Praze, psal pod pseudonymy, přinášel portréty světových i domácích básníků jako zastánců lidskosti, pokrokových tradic v kultuře. S Dr. Ivanem Sekaninou, sociálními demokraty a členy levicové odbojové organizace Petiční výbor Věrní zůstaneme vydával časopis Nová svoboda, který byl hned v první den nacistické okupace zakázán.
Po zániku první ČSR se vrátil na Slovensko (1939), zpočátku býval v Senici a byl bez práce. Poté pracoval jako úředník Obilní společnosti pro Slovensko v Bratislavě (od roku 1940), pak redaktor Informačního bulletinu dovozních a vývozních akciové společnosti pro Slovensko a později hospodářského týdeníku Budovatel (1942–1944).
V roku 1943 vytvořil ilegální vedení Komunistické strany Slovenska, roku 1944 se podílel na Slovenském národním povstání.
Byl členem V. ilegálního vedení KSS, který se utvořil okolo Karola Šmidkeho, předtím se Novomeský v odboji neangažoval.
Koncem roku 1943 byl za komunisty signatářem takzvané vánoční dohody, kterou se komunistický a nekomunistický slovenský odboj domluvil na spolupráci a jejíž uzavření předznamenalo Slovenské národní povstání. Po jeho vypuknutí byl členem delegace povstalecké Slovenské národní rady (SNR), která 7. října 1944 odcestovala do Londýna na jednání s vedením československého zahraničního exilu. Delegace požadovala uznání slovenského národa za svébytný celek a uznání SNR za trvalého představitele vládní a zákonodárné moci na Slovensku. O těchto událostech prohlásil:
| „ | „Vánoční dohoda o SNR, SNR, SNP, ¾ roční partyzánská válka, pak obnovení republiky, Košický vládní program a všechny nejmenované rozhodující články našeho dramatického politického a společenského vývoje neměli a nemají jiný smysl než boj o nové Slovensko … v našem životě podle představ a programů osnovaných ještě před zahájením ozbrojeného zápasu neměly být pouze lidé při správě veřejných věcí, jak to konečně plyne iz Vánoční dohody o SNR, ale nové měly být i zřízení, instituce, nový měl být přístup k problémům i metody práce.“ | “ |
| — NOVOMESKÝ, L.: Piate výročie Vianočnej dohody (1948). In. Zväzky a záväzky. Bratislava: Pravda. 1972. s. 344 | |   |

### Poválečná politická kariéra
| „                                              | „Vlastní matkou evropské tragédie v letech 1933 až 1945 bylo důsledné liberalistické chápání demokracie, které ovládlo západní Evropu.“ | “ |
| — NOVOMESKÝ, L. Banskobystrický príhovor, 1945 | |   |

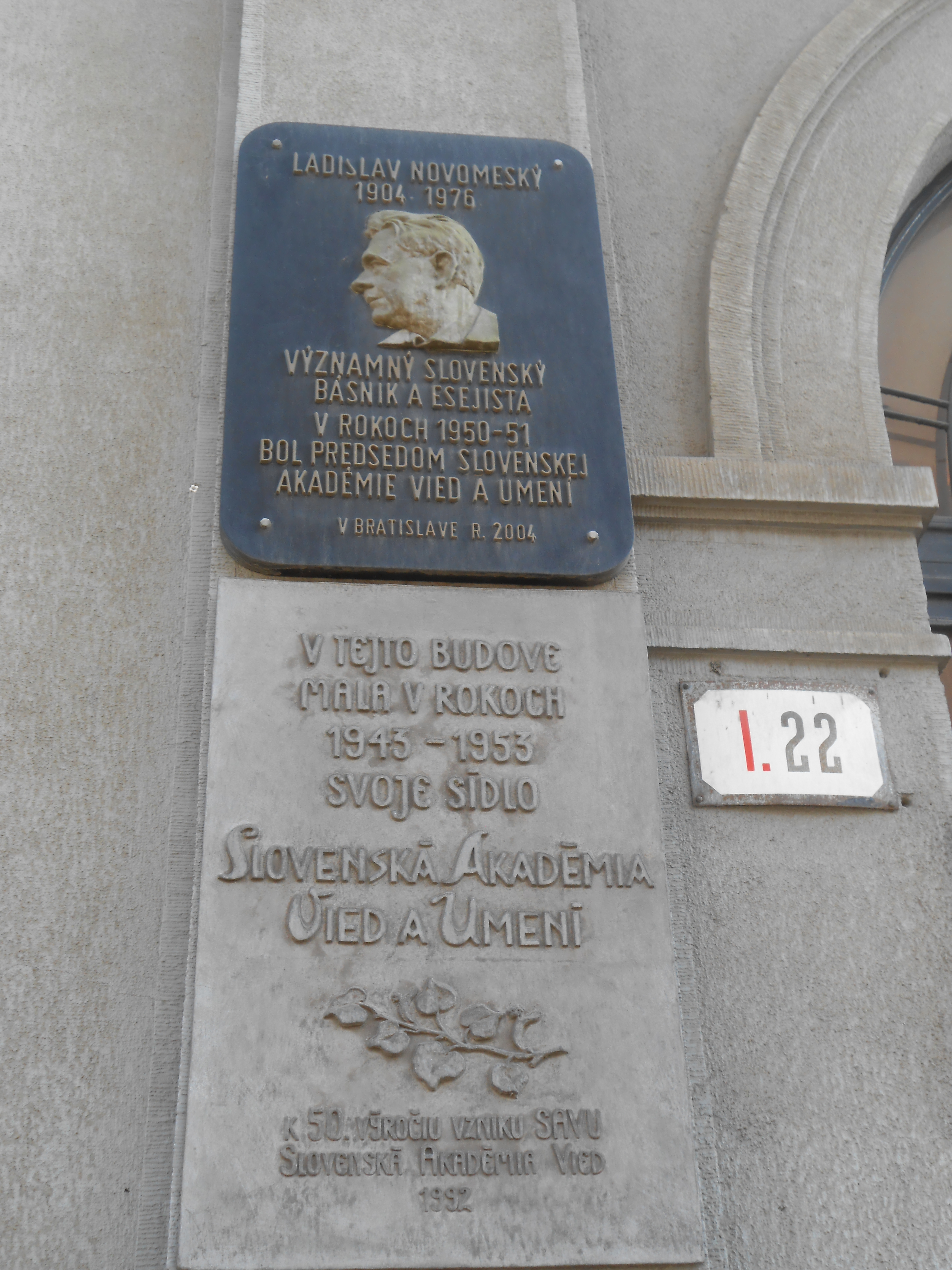
Pamětní deska Slovenské akademie věd a umění na budově Univerzity Komenského v Bratislavě; pamětní deska Laca Novomeského, který zde působil v letech 1950–1951

Po druhé světové válce pak patřil mezi hlavní slovenské politiky. Dne 1. června byl v delegaci SNR u prezidenta Beneše v Praze. V srpnu 1945 byl delegáty národních výborů zvolen za poslance Slovenské národní rady. Zasedal zde do roku 1946. V letech 1945 až 1948 byl předsedou Spolku slovenských spisovatelů a Matice slovenské.
Roku 1945 se stal členem Ústředního výboru KSS a byl jím do roku 1950. Dne 8. dubna 1945 byl také zvolen členem prozatímního Ústředního výboru Komunistické strany Československa. IX. sjezd KSČ ho v této funkci potvrdil.
V letech 1945–1946 byl rovněž poslancem Prozatímního Národního shromáždění za KSS. Po parlamentních volbách v roce 1946 se stal poslancem Ústavodárného Národního shromáždění, opět za KSS. Ve volbách do Národního shromáždění roku 1948 se stal poslancem Národního shromáždění za KSS zvoleným ve volebním kraji Trnava. V parlamentu setrval do února 1951, kdy na poslanecký post rezignoval. Jako náhradník místo něj nastoupil Alexander Dubček.
Dlouhodobě působil v Sboru pověřenců. V 5. Sboru pověřenců, 6. Sboru pověřenců, 7. Sboru pověřenců, 8. Sboru pověřenců, 9. Sboru pověřenců a 10. Sboru pověřenců působil v letech 1945–1950 na postu pověřence školství a osvěty. V roce 1948 rovněž krátce působil i jako pověřenec informací v 8. Sboru pověřenců.

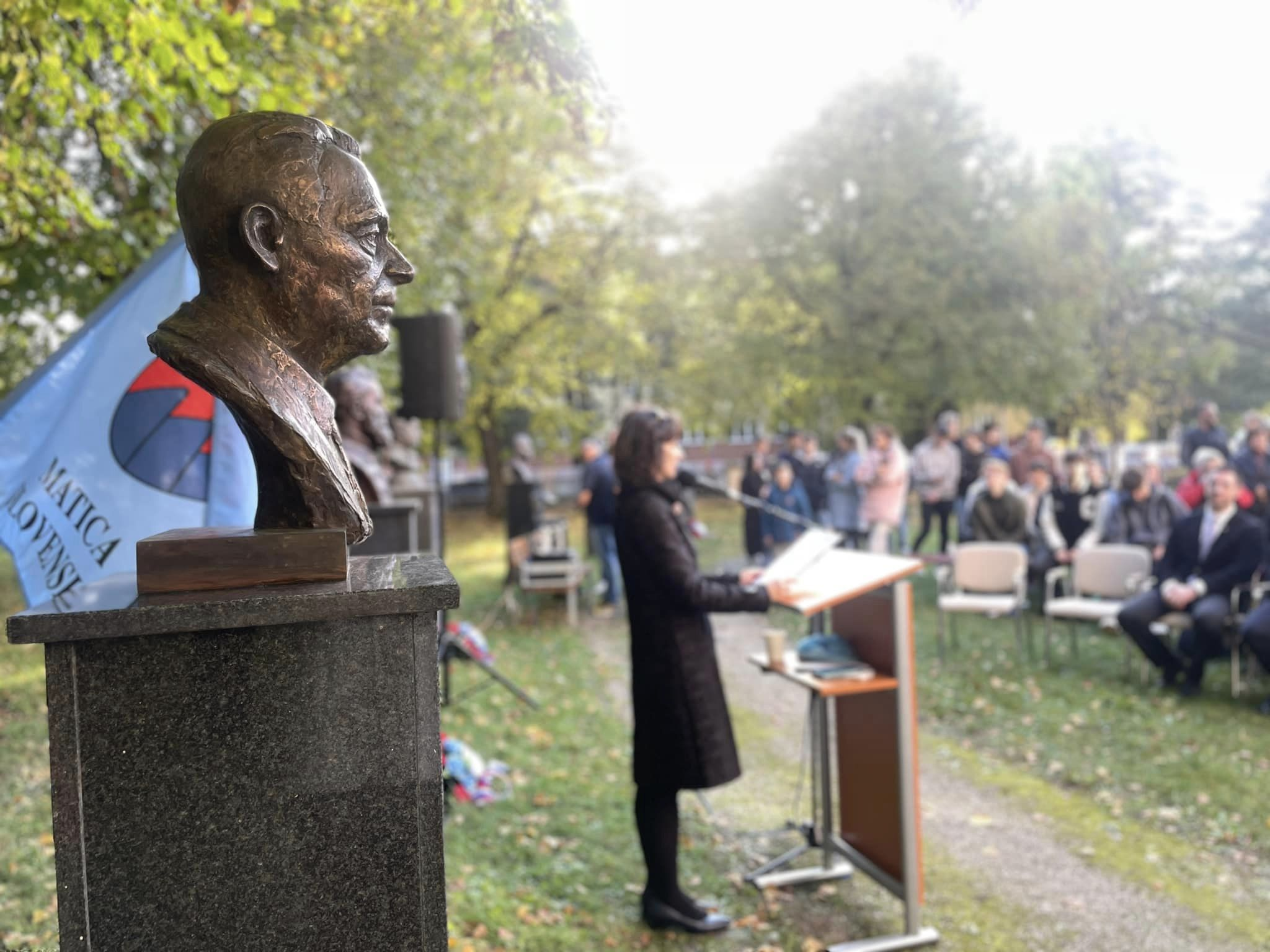
Busta Ladislava Novomeského pri Matici slovenské

O svém působení v Sboru pověřenců prohlásil:
| „                                            | „Nevím jestli jsem to dělal dobře nebo špatně. Prostě dělal jsem to, co jsem pokládal za správné jako básník i jako člověk. Měl jsem prý … propustit všechno učitelství a z propuštěných pak vybírat schopných příslušníků nových kádrů … byl jsem v zajetí Leninovy myšlenky, že i na kulturní revoluci se vztahuje zásada, která platí pro revoluci vůbec, tj. že se provádí s takovými lidmi jací jsou … lituji, že mým nástupcem připadla potom nevděčná úloha dokončit a uskutečnit proces, který nadlouho poznamenal postoj celé poúnorového generace k našemu socialistickému zřízení, co mi je líto více, upřímně a opravdu. … Jako politický funkcionář máš určité možnosti, a ty je třeba využít, i když jsou okolnosti nepříznivé. … Já osobně jsem prohrál. … Ale zůstává povinností zajímat se o věci národa, světa. I v básních.“ | “ |
| — NOVOMESKÝ, L. Splátka veľkého dlhu, s. 395 | |   |

Již v prvních měsících po květnu 1945 ale jeho vliv stejně jako vliv dalších národně orientovaných slovenských komunistů v KSS poněkud klesl. Sice si udržel post ve Sboru pověřenců, ale dominantní roli v slovenské komunistické politice začali hrát Viliam Široký a Štefan Bašťovanský, orientovaní centralisticky, méně zdůrazňující slovenské zájmy a kompetence slovenských orgánů. V letech 1945–1947 se Novomeský profiloval jako smířlivý politik. I jedna z hlavních postav nekomunistické politické scény, Ján Ursíny, o něm hovořila jako o „slušném o rozvážném člověku“, jehož působení ve Sboru pověřenců neblokovala. Když ministr vlády ľudáckého slovenského státu Šaňo Mach dostal v poválečném procesu relativně mírný trest, objevily se spekulace, že se o to přičinil Novomeský, protože Mach ho za války chránil před perzekucí. Sám Mach ale později sice potvrdil, že Novomeský vypovídal u soudu v jeho prospěch, nicméně odmítl, že by měl takový vliv, aby v KSS prosadil měkčí trest.
V roce 1947 nicméně Novomeský podpořil kampaň KSČ (KSS) vedenou zostřujícím se stylem proti nekomunistickým stranám, obviňujícím je z kontaktů s exponenty slovenského státu. V říjnu 1947 pak spolu s ostatními komunistickými členy Sboru pověřenců podal demonstrativní demisi a vynutil si rekonstrukci složení Sboru a posílení komunistického vlivu v něm. Během únorového převratu v roce 1948 se pak podílel na plném převzetí moci, mimo jiné i tím, že převzal jeden z postů ve Sboru pověřenců, do té doby obsazený nekomunistickým pověřencem.
O únorového převratu zpětně prohlásil:
| „                                    | „Nechci být nyní moudrý a vyčíst únorovým vítězem poklesy, které jsem svého času neviděl, nebo jsem nad nimi přimhuřoval oči. Bylo mi, přirozeně jasné, že právě zrozená socialistická moc nemůže se svými odpůrci jednat v rukavičkách. Šetrně a ohleduplně. Jakmile se socialismus dostane k moci – a i teď jsem o tom přesvědčen – je povinností socialistů chránit ho v té míře, v jaké jsou schopni ho ohrožovat jeho odpůrci. To mu nesmíme vyčítat a tuto tvrdost mu v žádném jménem nevyčítá. Ale vyčteme mu bezohledný, tvrdý přístup k "zásadám", které se socialismem nemají nic společného a byli jen pseudosocialistickymi fasádou překrývány. V bezohlavej honbě za centralizovanou mocí, za její pevností, neváhali její představitelé zneužít i státní moc – jako je bezpečnost a soudy – a v uměle nastrojení procesech odsuzovali pod různými záminkami na mnohaleté žaláře mnoho jejích odpůrců, ba ministra zahraničí Vladimíra Clementisa dokonce na smrt.“ | “ |
| — NOVOMESKÝ, L. Splátka veľkého dlhu | |   |

#### Kulturní revoluce
Novomeský přizpůsobil ideu socialismu na podmínky slovanské vzájemnosti, které po roce 1945 aktivně prosazovali (tato idea byla přítomna i v Košickém vládním programu).
Po roku 1945 založil mnohé kulturní instituce – Slovenskou národní galerii, Slovenskou filharmonii, VŠMU, VŠVU, řadu škol a kulturních institucí.
Zasloužil se o tzv. koncept jednotné školy a socializace kultury (koncept kultury pro široké vrstvy, přístup ke vzděláni všem vrstvám obyvatelstva; vzdělávaní negramotného obyvatelstva), poslovenšťovaní maďarských škol a také o vyrovnáni rozdílu mezi východním a západním Slovenskem.

### Obvinění z buržoazního nacionalismu
Jeho politická kariéra byla náhle ukončena počátkem 50. let 20. století kvůli obvinění z buržoazního nacionalismu roku 1950. V březnu a dubnu toho roku Viliam Široký spustil kampaň proti buržoaznímu nacionalismu. Ve funkcích skončil Novomeský, Vladimír Clementis i Gustáv Husák. Bylo jim vyčítáno jejich politické působení za slovenského státu i v době Slovenského národního povstání, podléhání maloburžoazním vlivům, nedůslednost, přílišný důraz na boj za slovenské kompetence, podceňování otázek socialistické revoluce a vstřícnost vůči ideologickým nepřátelům. V dubnu 1950 ještě Husák a Novomeský mohli vystoupit na zasedání ÚV KSS a pokoušeli se hájit, nicméně plénum zveřejnilo odsuzující prohlášení k buržoaznímu nacionalismu, které rozeslalo krajským organizacím strany. V květnu pak následoval Husákův a Novomeského další neúspěšný pokus o obhajobu a rozhodnutí ÚV KSS o odvolání Novomeského ze Sboru pověřenců. O Novomeském se pak negativně mluvilo na sjezdu KSS koncem května 1950.
Pak kampaň na několik měsíců utichla, ale byla v zesílené podobě obnovena počátkem roku 1951, nyní se již o Husákovi, Clementisovi a Novomeském mluvilo nejen jako o chybujících funkcionářích ale jako o záměrných škůdcích a sabotérech. Zároveň se zdůrazňoval jejich odlišný pohled na státoprávní uspořádání Československa a dával do souvislosti s jejich údajnou kolaborací s ľudáckými elementy. Historik Jan Rychlík soudí, že Novomeský a spol. skutečně měli odlišné názory na postavení Slovenska v republice a jejich koncepce byla bližší federativnímu modelu, ale o žádnou ideovou koalici s ľudáky nešlo. V únoru 1951 byl Novomeský zbaven funkce člena ÚV KSČ. V březnu 1951 vedení KSS rozhodlo odstranit jeho knihy a básně z knihoven a učebnic.
Roku 1951 byl zatčen. Zatímco Gustáv Husák ani ve vazbě nebyl zcela zlomen a snažil se oponovat vyšetřovatelům, Novomeský a další obvinění s bezpečnostními složkami spolupracovali a přiznávali se ke všem vykonstruovaným bodům. Proces proběhl v roce 1954. V březnu 1954 prokurátor navrhl pro Novomeského 16 let vězení. Nakonec byl v dubnu roku 1954 odsouzen na 10 let v procesu Husák a spol.
Již brzy po procesu se objevily pochybnosti o jeho průběhu. Komise, kterou vedl Rudolf Barák, v roce 1955 posoudila jednotlivé odsouzené. Ladislavu Novomeskému byl 22. prosince 1955 přerušen výkon trestu na dobu 15 dní a pak prodlouženo přerušení do února 1956, přičemž 10. února 1956 ho prokuratura a krajský soud propustily. Nešlo o rehabilitaci, jen o podmínečné propuštění po odpykání poloviny trestu. V případě Gustáva Husáka komise rozsudek ponechala nezměněný.
Novomeský pak bydlel v Praze, nesměl se vrátit do Bratislavy a byl pod policejním dohledem. V soukromých rozhovorech se považoval za oběť mocenských machinací některých slovenských komunistů (Ľudovít Benada, Štefan Major, Karol Bacílek). Od roku 1956 do roku 1963 pracoval v Památníku národního písemnictví v Praze. Pak v letech 1963–1970 zastával funkci ředitele Ústavu slovenské literatury ČSAV v Bratislavě. Teprve po své rehabilitaci, kterou oficiálně provedl ÚV KSČ v prosinci 1963, mohl vydávat svá díla a znovu vstoupit do komunistické strany. Již v květnu 1963 byl na Konferenci slovenských spisovatelů slavnostně znovu přijat za člena spisovatelského svazu.

### Návrat do veřejného života
Po rehabilitaci ho volí do výborů Svazu slovenských i československých spisovatelů, začíná pracovat v Ústavu slovenské literatury SAV, vydává sbírky Vila Tereza (o rok později za ni dostává Cenu Klementa Gottwalda) a Do města 30 minut. V roce 1964 vycházejí další básnické sbírky a výběry a koncem roku je jmenován národním hrdinou (Hrdina Československej republiky).
Od roku 1965 byl velice aktivní nejen literárně, ale i politicky.
V šedesátých letech publikoval texty ve kterých se vyrovnával se zkušeností z 50. let a reevidoval své názory na socialismus, přičemž zdůrazňoval potřebu svobody v umělecké tvorbě a demokratizaci:
| „ | „Socialismus bez demokracie prostě nemůže existovat, dokonce na příkladě předmnichovské republiky se mi žádá říct, že sama demokracie je jen taková silná a ve společnosti zakotvena, jak silný a společensky zakotvený je socialismus v ní. A když i potřebuje, ba mu i přiznáváme jisté nedemokratické práva na to, aby svou moc posílil a bezpečně upevnil, nepřiznává je do aleluja, navěky, ale jen na vymezený čas, který v různých zemích může a musí být rozličný. Jinak se z vlády lidu stává vláda nad lidem a ze socialismu v takové pseudo jen nepříliš přitažlivá karikatura socialismu. … Demokracie v prvním desetiletí republiky měla kardinální nedostatky. Nevěděla přemoci mocnou vládu bohatých tříd nad ní, vládu finanční oligarchie, nevěděla vyřešit národnostní otázku v ní, t. j. aby Slováci a Češi vládli jako rovní s rovnými.“ | “ |
| — NOVOMESKÝ, L. Splátka veľkého dlhu II., s. 170–176. https://davdva.sk/laco-novomesky-socializmus-nemoze-existovat-bez-demokracie/ | |   |

| „ | „Socialismus se od kapitalismu odlišuje tím – a to i slíbil – že zvedá závory, které kapitalismus už zvednout nemohl… Lidé přijali socialismus mimo jiné v naději, že otevře cestu k takové svobodě myšlení a projevu, jakou jim kapitalismus neotevřel … disciplína se musí uplatňovat uvnitř mechanismu, který se bude budovat na svobodě projevu a ne na její omezování. … Kulturu země málokdy vytvářely spisovatelé oficiální … od III. sjezdu se, pravda, stalo velmi mnoho. Seifert je národním umělcem, Holan vyšel a rozebrali ho atd. Uznal se jednoduše faktický stav. Současně vzniklo rozsáhlé široké pole pro pokrokovou a progresivní tendenci. … Jenže všechny tyto velké plus existují k tomu, co bylo, a nikoli ve vztahu k tomu, co mělo být. … úkolem spisovatelů bude umožnit a zajistit zcela svobodný projev v nejdokonalejší míře … jde mi o to, aby se dnešní Dostojevskij mohl stát Dostojevským, aby mohl říci své slovo v krizi lidí i v socialistické společnosti. … Mluvím o Dostojevském ne pro jeho názory, ale proto, že je to pojem, ne pro jeho pravoslávnosť, ale proto, co dal lidstvu… Žádný řád přece není dokonalý, na to jsme si už zvykli. A co se společností, která se dusí ve vlastní spokojenosti? To je tragédie sovětské literatury. Nelze přece řešit věci tak, že namísto Stalina budeme citovat Lenina.“ | “ |
| — NOVOMESKÝ, L. Splátka veľkého dlhu, s. 383–384. https://davdva.sk/laco-novomesky-socializmus-nemoze-existovat-bez-demokracie/ | |   |

Vyrovnával se také se Stalinem a kultem osobnosti, ale také s těmi, kteří se na Stalina odvolávali a svá stanoviska popřeli pouze pro vlastní kariérismus.
| „                                           | „Stalinovo jméno bylo přece v těch osudových dobách synonymem pro Rudou armádu, Sovětský svaz, pro rozhodný, cílevědomý a přesvědčivý odpor proti nacismu, toto jméno se spojovalo s vírou, přesvědčením a zápasem národů – i našich národů – za osvobození z nacistického útlaku. V roce 1949 pak nedvojsmyslnë vyjadřovalo třídní, socialistický program. Pokud se básník v souzvuku s cítěním národa a s touhami své třídy hlásil k těmto zápasům, ačkoli se Stalinovým jménem, nemá se za co stydět. Ba nemusí se stydět ani za to, že Stalinovo jméno vyzvedl na prospěch těchto zápasů jako šifru programu a srozumitelnou zkratku pro cíle svého národa, a svých citů. Nemusím vám říkat, kolik důvodů má například Jaroslav Seifert stěžovat se na kult vůbec a Stalinův zvlášť. A přece v dobách, kdy se začal rozmetávat jeho kult a strhávat nimbus z jeho jména, právě kvůli tomu zmylsu, o kterém tu mluvím, byl udivený, znepokojen a rozhořčený, a ne jen proto, že ho najednou s despektem začali syčet nejednou tytéž ústa, které ho den předtím pouze vydychovali, takové byly vůči němu uctivé.“ | “ |
| — NOVOMESKÝ, L. Splátka veľkého dlhu, s. 70 | |   |

Jako alternativu požadoval návrat k leninské avantgardě:
| „                                            | „Právě v Leninově případě příchodu k jádru věci: nejde o to, jak, ale o co hrát. Leninovou pohnutkou najisto nebyl nepřekonatelný odpor proti demokracii a jejím pravidlům. Ale on první a jediný s hrstkou bolševiků mezi všemi demokraty a socialisty tehdejšího světa pochopil, že bezpečně vyrvat z kapes či moci "chátry" (nazývají ji šetrnější: statkářské buržoazní třídou) půdu pro mužiků ve prospěch pracujících a mír pro zmučený národ, tedy celkem elementární předpoklady pro demokratický životní rozvoj převážné většiny lidí, může jen její porážkou a nastolením moci nad ní. To také udělal, ne proto, že mohl, ale protože musel. Ne na účet, ale na prospěch demokracie.“ | “ |
| — NOVOMESKÝ, L. Splátka veľkého dlhu, s. 249 | |   |

Kolektivizaci neodmítl, odmítl však násilný přístup ke kolektivizaci:
| „                                                    | „Združstěvňování zemědělství bylo správnou myšlenkou socialismu. …ortodoxní, tj pravověrný výklad socialismu předpokládal podmínku dobrovolný přístup rolníků do kolektivního hospodaření. Toto okaté taškařice bylo tak obecné, že mezi rolníky se více ujalo označení „vzali mi“, než jiné, jediné přiléhavé „dal jsem“ … Také soukromá obchodní a řemeslnická malovýroba byla zadministrovaná válcem socialismu … aby nefigurovalo ve statistikách soukromé podnikání, ačkoli od dob, co bylo praktické vymazáno, trpí socialistická veřejnost na nedostatek drobných služeb. Stát (daňový úřad) mohl malovýrobu mít pod kontrolou, aby se z ní postupně nevyvinul soukromého kapitalistický element.“ | “ |
| — NOVOMESKÝ, L. Splátka veľkého dlhu II., s. 170–176 | |   |

V letech 1968–1971 působil jako člen předsednictva ÚV KSS. Vysočanský sjezd KSČ ho v srpnu 1968 zvolil do ÚV KSČ a formálně pak byl do něj kooptován 31. srpna 1968. V letech 1968–1971 rovněž působil jako poslanec a člen předsednictva Slovenské národní rady.
Po boku Válka, Mihálika, Horova a Plávky se rozhodli podpořit „nový kurs“ personifikovaný Husákem.
Na přelomu 60. a 70. let vychází kompletní sbírka Novomeského básní i publicistiky.
Spolu s Gustávem Husákem se nejvíc zasloužil o vznik federace, kterou chápal jako vyšší stupeň syntézy a ne separatistické izolace. Zasloužil se také o obnovu Matice slovenské.
Za normalizace zastával prestižní kulturní posty. V období let 1968–1974 byl předsedou Matice slovenské, od roku 1974 jejím čestným předsedou.
V roce 1970 se vzdal funkce v ÚV KSS a krátce na to vážně onemocněl. V červenci 1970 ho mozková mrtvice úplné vyřadila ze společenského života.
Byl zpoplněn a jeho urna je umístěna hřbitově Bratislava – Lamač 5 sektor, stezka 2, číslo 845.

### Rodinný život
Dne 19. března 1932 se Novomeský v Praze oženil s Karlou Marešovou, se kterou se seznámil v pražské Společnosti pro hospodářské a kulturní styky s novým Ruskem. Narodila se jim dcera Elena (později ing. Elena Bútorová–Novomeská).
Laco Novomeský obdržel celou řadu cen:
- Národní umělec (1964),
- Řád Ľudovíta Štúra (1967),
- Řád Klementa Gottwalda (1968),
- Národní cena SSR (1969),
- Řád Vítězného února (1973),
- Řád republiky (1974),
- Státní cena Klementa Gottwalda (1964, 1974),
- Hrdina Československé socialistické republiky (1969),
- Leninův řád (1969),
- čestný doktorát na Univerzitě Komenského (Univerzita Karlova mu čestný doktorát neudělila[46])

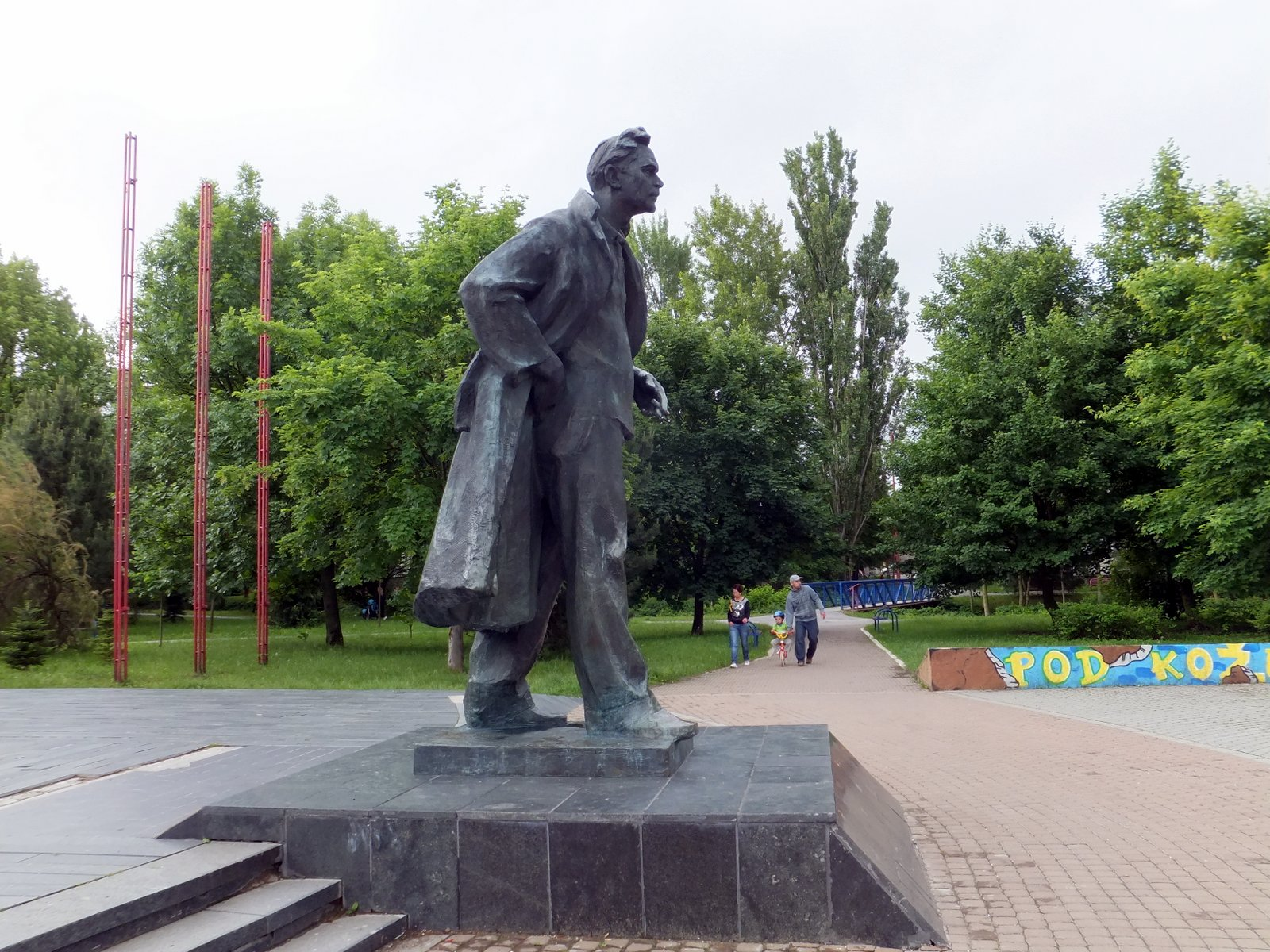
Socha v Senici (autor Ján Kulich

V současnosti (2017) je po něm (podle serveru mapy.cz) v ČR pojmenována jedna ulice, a to v Praze na Hájích (Novomeského).
Na Slovensku jsou po Lacovi Novomeském pojmenovány ulice v řadě měst (ulica L. Novomeského, Novomeského ulica, ulica Ladislava Novomeského či ulica Laco Novomeského), např. v Bratislavě, Senici, Prešově, Trenčíně a dalších a také školy:
- Gymnázium Ladislava Novomeského v Bratislavě[48],
- Gymnázium Ladislava Novomeského v Senici[49],
- základní škola v Lučenci.[50]

Pomník Laca Novomeského a expozice o jeho životě byli umístěny v Senici.

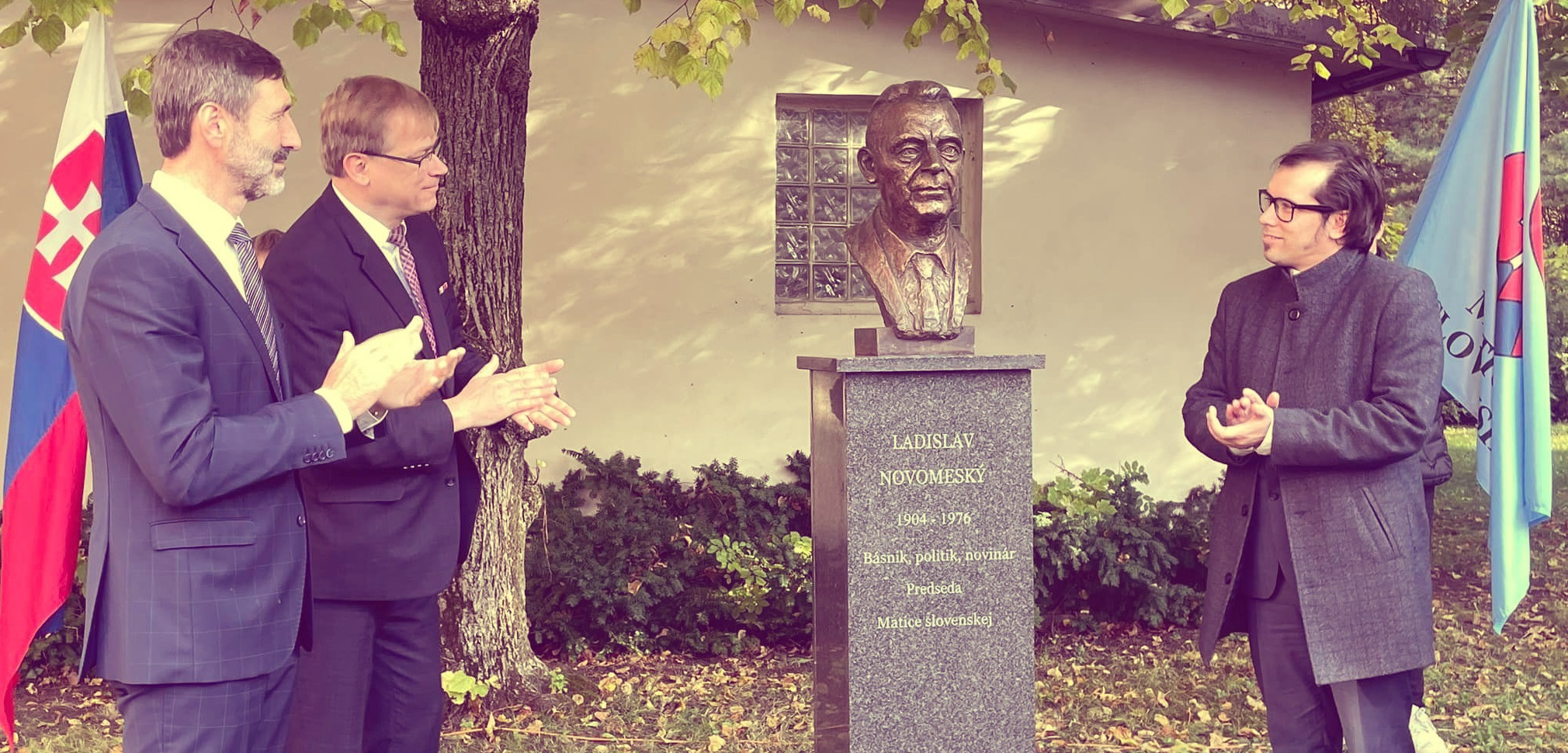
Odhalení busty u budovy Matice slovenské v Martině

Na Novomeského odkaz navazuje na Slovensku Společnost Ladislava Novomeského a projekt DAV DVA (zdigitalizoval jeho dílo). Předsedou byl spisovatel Peter Jaroš, nyní Lukáš Perný.
V roce 2024 odhalili bustu Ladislava Novomeského v Aleji národních dejatelů u budovy Matice slovenské v Martině představitelé Matice slovenské (předseda Marián Gešper a iniciátor Lukáš Perný) a ministr zahraničních věcí Juraj Blanár, autorem busty je Peter Valach. Matica slovenská také vytvořila o osobnosti dokumentární film.

## Kulturní koncept
| „ | „Kulturní stavba je velmi jemný organismus. A chtěli bychom poprosit ty, kteří ji chtějí odlevicovat a popravicovat nebo internacionalizovat a odnacionalizovat, aby se jednou pokusili odmyslet si politické sympatie autorů a svůj osobní vztah k nim od hodnotného díla. Objevili by něco úžasného: že totiž neexistuje v celistvém obraze literatury pravice a levice, které se chtějí vzájemně pohltit, ale jen díla (levičáků, pravičáků, internacionalistů a nacionalistů), vzájemně splétající se pevně svou rozmanitostí, doplňující se odlišným smyslem, a tím tvořící souzvučný obraz národní literatury. Tak jako stavba nestojí na pouze na nosných sloupech, ale i na silách vzájemně se opírajících, i kulturní budova národů se drží silami vzájemně se na sebe založenými a podepírajícími.“ | “ |
| — NOVOMESKÝ, L. Triedenie duchov v Čechách. In Slávnosť istoty. Bratislava: Nakladateľstvo Epocha. 1970. s.113 | |   |

 Laco Novomeský byl příznivcem vlastenecky a pro-slovansky orientovaného socialismu a také internacionálního socialismu, vyzdvihoval také sociální dimenzi přínosu národních revolucionářů (Štúr, Kráľ, Hurban, Fándly, Petőfi, Ševčenko, Mickiewicz, Tolstoj, Puškin).
Také je příznivcem zmírnění mezi socialismem a křesťanstvím, konvergencí kultury západu a východu a česko-slovenské vzájemnosti. Odmítal čechoslovakismu a také separatismus. Lukáš Perný v knize Kulturní revoluce Laca Novomeského uvádí: „Novomeský se snažil vytvořit most mezi Východem a Západem, přemostit demokratickou inteligenci a revoluční socialismus, docenit to progresivní, co naše národní dějiny přinesly. Reprezentoval linii, která spojovala zdravý selský rozum, osvícenský ideál spravedlnosti a básnicky romantický ideál citu a zdravého patriotismu, ke kterému ho inspirovaly osobnosti národních dějin.“ Konstatuje také, že spolu s V. Clementisem a G. Husákem reprezentovali linii zmírnění internacionalizmu a vlastenectví. Navazovali na odkaz Hurbana, Štúra, Krále a dalších národních myslitelů.
Je autorem syntetického avantgardního konceptu kultury jako jisté dialektické stavby protikladu. Svobodu v umění vymezil k vlastnictví výrobních prostředku. Byl kritikem dogmatismu a kultu osobnosti, přívržencem moderny a avantgardy, a také leninského přístupu k dějinám (dějinného pokroku v intencích třídního boje).
Novomeského dílo (básnické a také politické) je inspirováno různorodými autory jako Z. Nejedlý, Marx, Engels, Lenin, Bakunin, Hegel, Gercen a Herder, Komenský, Masaryk a Beneš.
Odvolává se také často na významné spisovatele Erenburga, Jaroslava Haška, K. H. Máchu, Jacka Londona, Moliéra, Rimbauda, H. G. Wellse, G. B. Shawa, R. Rollanda. 

## Vyznamenání
- titul Národní umělec – 1964
- titul Hrdina Československé republiky – 1964
- laureát státní ceny K. Gottwalda – 1964, 1974
- zlatá medaila VŠMU – 1968
- Řád Klementa Gottwalda – 1968
- nositel Čs. ceny míru a štátní ceny – 1968
- novinárska cena Ľudovíta Štúra – 1968
- Národní cena za literatúru – 1969
- Hrdina Československé socialistické republiky – 1969
- Leninův řád – 1969
- čestný doktorát Univerzita Komenského v Bratislavě – 1969
- Rad republiky – 1973
- státní cena za literatúru  – 1974

## Dílo

### Poezie
Nedeľa, 1927 proletářská poezie
- Romboid,[11] 1932 tato sbírka je ovlivněna poetismem.
- Otvorené okná,[11] 1935
- Svätý za dedinou, 1939
- Vila Tereza,[73] 1963
- Do mesta 30 minút,[74] 1963
- Stamodtiaľ a iné,[74] 1964
- Nezbadaný svet, 1964
- Dom, v ktorom žijem,[74] 1966

### Publicistika a eseje
- Marx a slovenský národ, 1933
- Výchova socialistického pokolenia, 1949
- Nový duch novej školy, 1949
- Znejúce ozveny,[40] 1969
- Čestná povinnosť,[40] 1969
- Manifesty a protesty,[40] 1970
- Slávnosť istoty,[40] 1970
- Zväzky a záväzky,[40] 1972
- O Hviezdoslavovi, 1971
- O literatúre, 1971
- Nový duch novej školy, 1974
- Dílo I, Dílo II.,[75] 1984
- Splátka veľkého dlhu I., 1993
- Splátka veľkého dlhu II., 1993